# Arnould Flecy
Arnould Flecy (* 2. Dezember 1933 in Uccle/Ukkel) ist ein ehemaliger belgischer Radrennfahrer und nationaler Meister im Radsport.

## Sportliche Laufbahn
Als Amateur siegte er 1957 in der nationalen Meisterschaft im Sprint vor Clément Leemans. 
1958 und 1959 startete er als Unabhängiger. 1960 wurde er Berufsfahrer im Radsportteam Wiel’s-Flandria. Flecy blieb bis 1966 als Radprofi aktiv. Er gewann die Eintagesrennen Brüssel–La Louvière–Brüssel (Unabhängige) und Circuit du Port de Dunkerque 1962, sowie weitere Kriterien und Rundstreckenrennen in Belgien. 1962 gewann er eine Etappe der Tour du Nord.
- Arnould Flecy in der Datenbank von Radsportseiten.com
- Arnould Flecy in der Datenbank von ProCyclingStats.com

| Personendaten    | Personendaten            |
| ---------------- | ------------------------ |
| NAME             | Flecy, Arnould           |
| KURZBESCHREIBUNG | belgischer Radrennfahrer |
| GEBURTSDATUM     | 2. Dezember 1933         |
| GEBURTSORT       | Uccle/Ukkel              |